# Bourg-Argental
Bourg-Argental je naselje in občina v jugovzhodnem francoskem departmaju Loire regije Rona-Alpe. Leta 2009 je naselje imelo 3.008 prebivalcev.

## Geografija
Kraj leži v pokrajini Forez znotraj naravnega regijskega parka Pilat ob reki Déôme in njenih dveh pritokih Argental in Riotet, 29 km jugovzhodno od Saint-Étienna.

## Uprava
Bourg-Argental je sedež istoimenskega kantona, v katerega so poleg njegove vključene še občine Burdignes, Colombier, Graix, Saint-Julien-Molin-Molette, Saint-Sauveur-en-Rue, Thélis-la-Combe in La Versanne s 6.708 prebivalci (v letu 2010).
Kanton Bourg-Argental je sestavni del okrožja Saint-Étienne.

## Zanimivosti
- romanska cerkev sv. Andreja iz 13. stoletja,
- ruševine gradu Château d'Argental.

## Osebnosti
- kardinal Donnet (1795-1882), senator v drugem francoskem cesarstvu;